# Liverpool (Nova York)
Liverpool és una població dels Estats Units a l'estat de Nova York. Segons el cens del 2000 tenia 2.505 habitants.

## Demografia
Segons el cens del 2000, Liverpool tenia 2.505 habitants, 1.154 habitatges, i 641 famílies. La densitat de població era de 1.289,6 habitants/km².
Dels 1.154 habitatges en un 24,9% hi vivien nens de menys de 18 anys, en un 41,9% hi vivien parelles casades, en un 11% dones solteres, i en un 44,4% no eren unitats familiars. En el 36,7% dels habitatges hi vivien persones soles el 12,2% de les quals corresponia a persones de 65 anys o més que vivien soles. El nombre mitjà de persones vivint en cada habitatge era de 2,16 i el nombre mitjà de persones que vivien en cada família era de 2,86.
Per edats la població es repartia de la següent manera: un 20,6% tenia menys de 18 anys, un 7,1% entre 18 i 24, un 30,2% entre 25 i 44, un 25,1% de 45 a 60 i un 16,9% 65 anys o més.
L'edat mediana era de 39 anys. Per cada 100 dones de 18 o més anys hi havia 81,3 homes.
La renda mediana per habitatge era de 37.581 $ i la renda mediana per família de 45.179 $. Els homes tenien una renda mediana de 40.426 $ mentre que les dones 25.559 $. La renda per capita de la població era de 22.344 $. Entorn del 10,8% de les famílies i l'11,6% de la població estaven per davall del llindar de pobresa.